# Anatole Dussaut
Pour les articles homonymes, voir Dussaut.
Anatole Martial Dussaut né le 22 juillet 1857 à Bordeaux et mort 5 mai 1906 dans le 14e arrondissement de Paris, est un médecin et un joueur de dames français.

## Biographie
Ce fut un élève précoce, brillant en mathématiques. Il dirigea les hôpitaux de Berck et de Paris. Il fut l'économe de l'hôpital Tenon, directeur de l'hôpital d'Aubervilliers, et de l'hôpital du Bastion 29 en 1899, puis de l'Hôpital Broussais où il décéda. Il est probable que son décès ainsi que celui de deux ses enfants soient liés à son activité professionnelle car cet hôpital recevait des malades très contagieux (choléra, diphtérie, etc.).
C'était aussi un brillant joueur de dames. Nous lui devons l'un des gambits les plus célèbres du jeu : le « gambit Dussaut ». Il a joué contre Ahmadou Kandié, Louis Barteling, Isidore Weiss, etc. 

## Famille
Descendant de Joseph Tranchère, un ancien maire de Cenon, Anatole Dussaut est le fils de Jules François Dussaut, ancien Hussard du 5e régiment, ayant gardé, lors de la succession familiale le château Tranchère ou Formayre à Cenon, actuellement École de Musique et de Claire Eulalie Augustine Anglade.
Il épousa en la mairie de Paris IV, le 18 décembre 1884 sa cousine germaine Claire Marthe Dussaut, Jean Fernand-Lafargue étant témoin. Ils eurent quatre enfants dont le seul venu à l'âge adulte est Robert Dussaut qui reçut le grand prix de Rome.

## Palmarès
- Triple Champion du monde (officieux) de dames en simple (parties fermées), en 1885, 1886 et 1894 ;
- Vice-champion du monde en simple, en 1899 (1er championnat officiel, à Amiens contre Isidore Weiss, 1-5) ;
- Double champion de France de dames en simple, en 1885 et 1886 ;
- Vice-champion de France en simple, en 1887 et 1899.

## Gambit Dussaut
Il s'agit d'un des gambits les plus célèbres du jeu de dames, car thématique en partie classique. 
C'est un gambit offensif dans lequel un sacrifice est fait afin d'écarter le pion central adverse 24 et menacer doublement, par 33-29, l'autre pion central 23.